# شركة سوليدرتي السعودية للتكافل
شركة سوليدرتي السعودية للتكافل كانت شركة تأمين مساهمة عامة سعودية سابقة، برأس مال قدره 250 مليون ريال سعودي، تقدم مجموعة من الحلول التأمينية المتوافقة مع أحكام الشريعة الإسلامية وذلك في مجالات الحوادث العامة، وتأمين المركبات، وتأمين الممتلكات، والتأمين البحري، والتأمين الهندسي، والتأمين الطبي، وتأمين الحماية للمجموعات. يقع المقر الرئيس للشركة في الرياض ولديها فروع رئيسة لخدمة في كل من الرياض وجدة والخبر.

## التاريخ
تأسست بموجب قرار مجلس الوزراء رقم 83 الصادر بتاريخ 19 ربيع أول 1430هـ / 15 مارس 2009م والمرسوم الملكي رقم م/17 بتاريخ 20/3/1430 ه الموافق 16/3/2009 م.

## المصير
في يوم الثلاثاء 13-06-1442هـ الموافق 26-01-2021، وافق مجلس إدارة شركة سوليدرتي السعودية للتكافل، على العرض المقدم من شركة الجزيرة تكافل تعاوني ("الجزيرة تكافل") لغرض دمج شركة سوليدرتي تكافل في شركة الجزيرة تكافل، من خلال إصدار 12,066,403 سهم جديد في شركة الجزيرة تكافل مقابل كامل أسهم رأس مال شركة سوليدرتي تكافل، وانقضاء شركة سوليدرتي تكافل نتيجة لذلك، وذلك وفقاً للمتطلبات النظامية ذات الصلة وشروط وأحكام اتفاقية الاندماج المبرمة بين شركة الجزيرة تكافل وشركة سوليدرتي تكافل بتاريخ 04-01-1442هـ (الموافق 23-08-2020م).